# Aska Yang

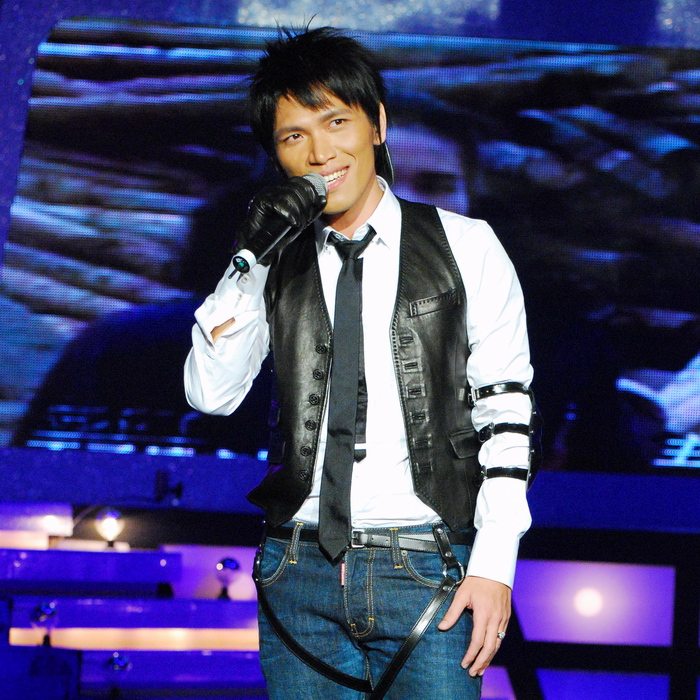
Aska Yang

Aska Yang, nascido em 4 de abril de 1978, é um cantor popular de Taiwan.

## Discografia
| Data                  | Label        | Álbuns                     |
| --------------------- | ------------ | -------------------------- |
| 29 de junho de 2007   | HIM Music    | Stars Reunion              |
| 5 de outubro de 2007  | HIM Music    | Yesterday, Today, Tomorrow |
| 11 de janeiro de 2008 | Warner Music | Dove                       |
| 26 de Agosto de 2011  |              | Pure                       |
| 29 de Março de 2013   |              | First Love                 |